# Eulasia zaitzevi
Eulasia zaitzevi là một loài bọ cánh cứng trong họ Glaphyridae. Loài này được Bogatchev miêu tả khoa học năm 1947.